# Bremstein fyr
Bremstein fyr är en kustfyr på Geiterøya i ögruppen Steinan i Vega kommun i Norge. Fyrplatsen är uppkallad efter fiskeläget Bremstein och är en av Norges yngsta.
Bremstein ligger knappt två sjömil väster om ön Vega. Fiskeläget har varit bebott  sedan 1600-talet och fiskarna bodde i stugorna medan fisket pågick, ända fram till år 1923.
Fyren byggdes främst för att vägleda fartygstrafiken till och från Narvik och tändes första gången år 1925. Tornet är 27 meter högt och tillverkad av gjutjärn med en lanternin på toppen. Fyrapparaten är försedd med en Fresnel-lins av andra ordningen. Längre ner i tornet finns en balkong med en mindre fyrlykta. Bemanningen bestod av tre personer. De bodde med sina familjer i de båda fyrvaktarbostäderna av trä intill fyren. Bredvid huset låg ett uthus och vid piren fanns ett båthus av betong med en slip.
Fyren elektrifierades år 1961 och uthuset byggdes om till maskinhus med plats för en dieseldriven generator. Fyrplatsen automatiserades år 1980 och avbemannades två år senare och en av fyrvaktarbostäderna flyttades till Bodø.
Maskinhuset och bränsletankarna förstördes i en brand år 1996 och byggdes inte upp igen. Som ersättning för generatorn byggde man vindkraftverk på ön som förser fyren med elektricitet.
År 1999 utsågs fyren och fyrvaktarbostaden till byggnadsminne av Riksantikvaren.